# Betty Nuthall
Elizabeth May (Betty) Nuthall (Surbiton, 23 mei 1911 – New York, 8 november 1983) was een tennisspeelster uit Engeland. Nuthall begon met tennis toen zij zeven jaar oud was. Zij speelde rechtshandig. Zij was actief in het internationale tennis van 1926 tot en met 1946. Op 28 mei 1954 trad zij in het huwelijk met Franklin Shoemaker.

## Loopbaan
Nuthall won driemaal de Wimbledon-titel bij de junioren: 1924, 1925 en 1926.
Reeds op vijftienjarige leeftijd (in 1926) speelde Nuthall op Wimbledon – zij won haar eersterondepartij. In 1927 won zij het British Hard Court Championship – in de finale versloeg zij landgenote Edith Clarke. Toen Nuthall, later dat jaar, de (gras)baan betrad op het US tenniskampioenschap, was dat nog het exclusieve domein van Amerikaanse tennissers. Hoewel Nuthall (nog steeds) een onderhandse opslag had, bereikte zij vanuit het niets de finale, waar zij werd gestopt door Helen Wills.
Haar belangrijkste wapenfeit kwam drie jaar later, toen zij de titel won op het US tenniskampioenschap 1930, zowel in het enkel- als in het dubbelspel – intussen hanteerde zij wel de gebruikelijke bovenhandse opslag. In de enkelspelfinale versloeg zij de Amerikaanse Anna McCune-Harper.
In het vrouwendubbelspel won Nuthall vier grandslamtitels:
- US tenniskampioenschap 1930, met de Amerikaanse Sarah Palfrey,
- Roland Garros 1931, met landgenote Eileen Bennett-Whittingstall,
- US tenniskampioenschap 1931, weer met Bennett,
- US tenniskampioenschap 1933, met landgenote Freda James.

Ook in het gemengd dubbelspel zegevierde zij viermaal:
- US tenniskampioenschap 1929, met de Amerikaan George Lott,
- Roland Garros 1931, met de Zuid-Afrikaan Pat Spence,
- US tenniskampioenschap 1931, weer met Lott,
- Roland Garros 1932, met landgenoot Fred Perry.

Haar hoogste notering op de wereldranglijst is de 4e plaats, die zij bereikte in 1929.
In de periode 1927–1939 maakte Nuthall vaak deel uit van het Britse Wightman Cup-team. Alleen in 1928 wonnen zij de beker.

De grootste kracht van Betty's spel was haar forehand. Ze hield het racket met gestrekte rechterarm vast, gebruikte het als dorsvlegel en sloeg met grote kracht. Snelheid was de essentie van haar spel: er was geen sprake van temporisering. Ze sloeg met lengte en precisie, en was vindingrijk en slim in tactiek.
— Bud Collins

## Palmares

### Finaleplaatsen enkelspel
| nr.              | finale     | toernooi        | ondergrond | tegenstandster     | score    |         |
| ---------------- | ---------- | --------------- | ---------- | ------------------ | -------- | ------- |
| gewonnen finales |            |                 |            |                    |          |         |
| 1.               | 1927-04-30 | WTA Bournemouth | gravel     | Edith Clarke       | 8-6, 6-2 | [ 7 ]   |
| 2.               | 1930-08-23 | US Open         | gras       | Anna McCune-Harper | 6-1, 6-4 | details |
| verloren finales |            |                 |            |                    |          |         |
| 1.               | 1927-08-30 | US Open         | gras       | Helen Wills        | 1-6, 4-6 | details |
| 2.               | 1931-05-31 | Roland Garros   | gravel     | Cilly Aussem       | 6-8, 1-6 | details |

### Finaleplaatsen vrouwendubbelspel
| nr.              | finale     | toernooi      | ondergrond | partner                      | tegenstandsters                        | score         |         |
| ---------------- | ---------- | ------------- | ---------- | ---------------------------- | -------------------------------------- | ------------- | ------- |
| gewonnen finales |            |               |            |                              |                                        |               |         |
| 1.               | 1930-08-24 | US Open       | gras       | Sarah Palfrey                | Edith Cross Anna McCune-Harper         | 3-6, 6-3, 7-5 | details |
| 2.               | 1931-05-31 | Roland Garros | gravel     | Eileen Bennett-Whittingstall | Cilly Aussem Elizabeth Ryan            | 9-7, 6-2      | details |
| 3.               | 1931-08-24 | US Open       | gras       | Eileen Bennett-Whittingstall | Helen Jacobs Dorothy Round             | 6-2, 6-4      | details |
| 4.               | 1933-08-19 | US Open       | gras       | Freda James                  | Helen Wills-Moody Elizabeth Ryan       | walk-over     | details |
| verloren finales |            |               |            |                              |                                        |               |         |
| 1.               | 1927-08-30 | US Open       | gras       | Joan Fry                     | Kitty McKane-Godfree Ermyntrude Harvey | 1-6, 6-4, 4-6 | details |
| 2.               | 1932-06-06 | Roland Garros | gravel     | Eileen Bennett-Whittingstall | Elizabeth Ryan Helen Wills-Moody       | 1-6, 3-6      | details |

### Finaleplaatsen gemengd dubbelspel
| nr.              | finale     | toernooi      | ondergrond | partner     | tegenstanders                        | score         |         |
| ---------------- | ---------- | ------------- | ---------- | ----------- | ------------------------------------ | ------------- | ------- |
| gewonnen finales |            |               |            |             |                                      |               |         |
| 1.               | 1929-08-24 | US Open       | gras       | George Lott | Phyllis Covell Bunny Austin          | 6-3, 6-3      | details |
| 2.               | 1931-05-31 | Roland Garros | gravel     | Pat Spence  | Dorothy Shepherd-Barron Bunny Austin | 6-3, 5-7, 6-3 | details |
| 3.               | 1931-08-24 | US Open       | gras       | George Lott | Anna McCune-Harper Wilmer Allison    | 6-3, 6-3      | details |
| 4.               | 1932-06-06 | Roland Garros | gravel     | Fred Perry  | Helen Wills-Moody Sidney Wood        | 6-4, 6-2      | details |
| verloren finales |            |               |            |             |                                      |               |         |
| 1.               | 1933-06-05 | Roland Garros | gravel     | Fred Perry  | Margaret Scriven Jack Crawford       | 2-6, 3-6      | details |

## Resultaten grandslamtoernooien
| Legenda | Legenda                          |
| ------- | -------------------------------- |
| g.t.    | geen toernooi gehouden           |
| l.c.    | lagere categorie                 |
| –       | niet deelgenomen                 |
| G       | uitgeschakeld in de groepsfase   |
| 1R      | uitgeschakeld in de eerste ronde |
| 2R      | uitgeschakeld in de tweede ronde |
| 3R      | uitgeschakeld in de derde ronde  |
| 4R      | uitgeschakeld in de vierde ronde |
| KF      | uitgeschakeld in de kwartfinale  |
| HF      | uitgeschakeld in de halve finale |
| F       | de finale verloren               |
| W       | het toernooi gewonnen            |
| w-v     | winst/verlies-balans             |

### Enkelspel
| Australian Open | –  | –  | –  | –  | –  | –  | –  | –  | –  | –  | –  | –  | –  | –  |
| Roland Garros   | –  | –  | 2R | –  | –  | F  | HF | HF | 3R | –  | –  | –  | –  | –  |
| Wimbledon       | 2R | KF | 1R | 3R | KF | KF | KF | 4R | 1R | 2R | 4R | 4R | 1R | 4R |
| US Open         | –  | F  | –  | KF | W  | HF | –  | HF | 2R | –  | –  | –  | 3R | –  |

† in 1946 en 1947 werd Roland Garros na Wimbledon gehouden

### Vrouwendubbelspel
| Australian Open | – | –  | –  | –  | –  | –  | –  | –  | –  | –  | –  | –  | –  |
| Roland Garros   | – | HF | –  | –  | W  | F  | KF | 2R | –  | –  | –  | –  | –  |
| Wimbledon       | – | 2R | HF | KF | HF | 3R | KF | 3R | 2R | 3R | 1R | HF | KF |
| US Open         | F | –  | HF | W  | W  | –  | W  | HF | –  | –  | –  | KF | –  |

† in 1946 en 1947 werd Roland Garros na Wimbledon gehouden

### Gemengd dubbelspel
| Australian Open | –  | –  | –  | –  | –  | –  | –  | –  | –  | –  | –  | –  | –  | –  |
| Roland Garros   | –  | –  | 2R | –  | –  | W  | W  | F  | –  | –  | –  | –  | –  | –  |
| Wimbledon       | 1R | 3R | 3R | 2R | 2R | HF | KF | HF | 1R | KF | 3R | 3R | HF | 1R |
| US Open         | –  | –  | –  | W  | –  | W  | –  | –  | –  | –  | –  | –  | –  | –  |